# Campanula asperuloides
Campanula asperuloides là loài thực vật có hoa trong họ Hoa chuông. Loài này được (Boiss. & Orph.) Harms mô tả khoa học đầu tiên năm 1897.